# Boussée
Boussée (ook wel Côte de la Boussée) is een heuvel nabij Œudeghien in de Belgische provincie Henegouwen.

## Wielrennen
De helling is onder andere opgenomen in de Triptique des Monts et Chateaux.
De helling wordt tevens beklommen door de Grinta! Challenge - La Tournay voor wielertoeristen.